# Mimoň I

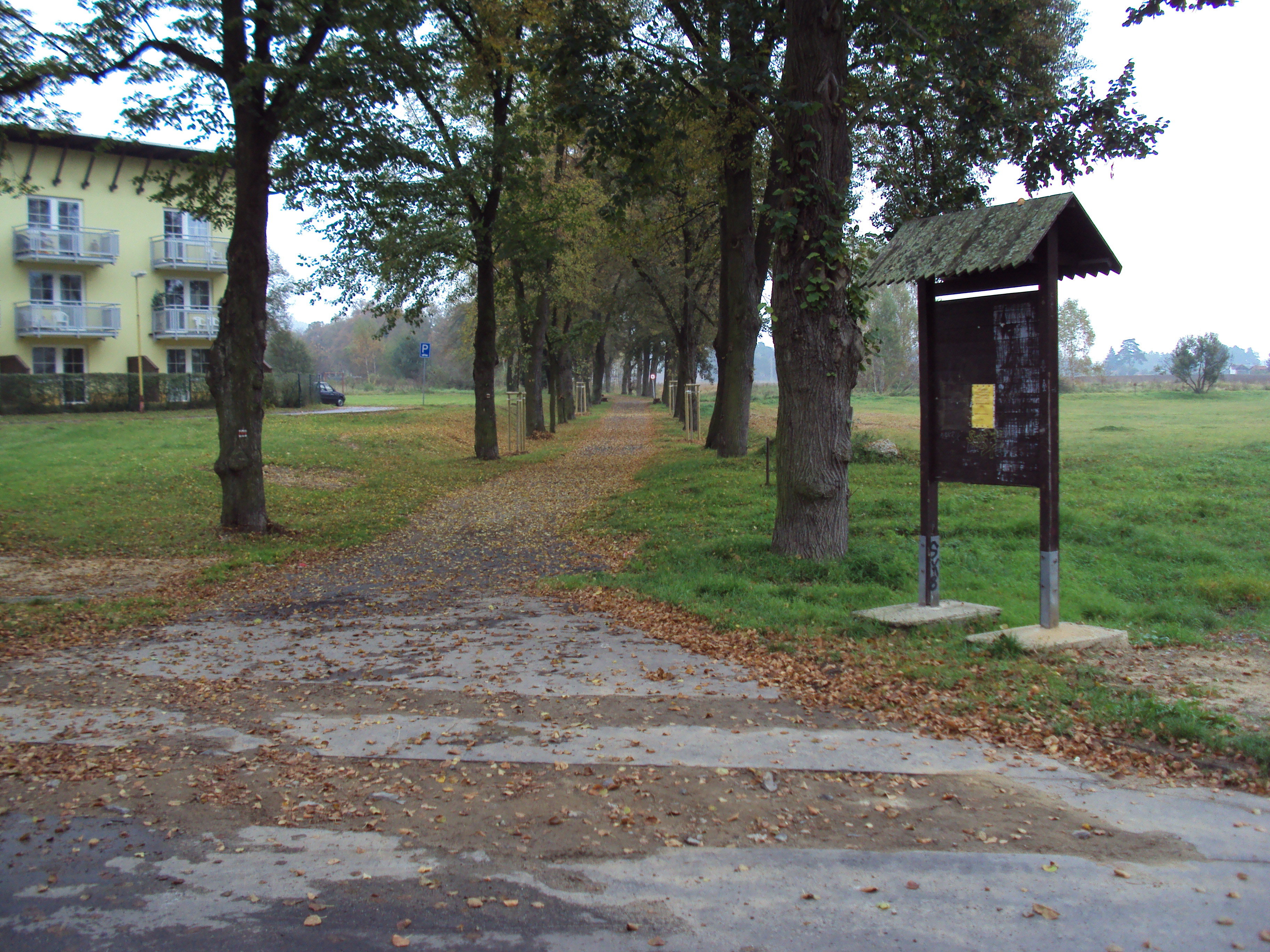
Vranovská alej

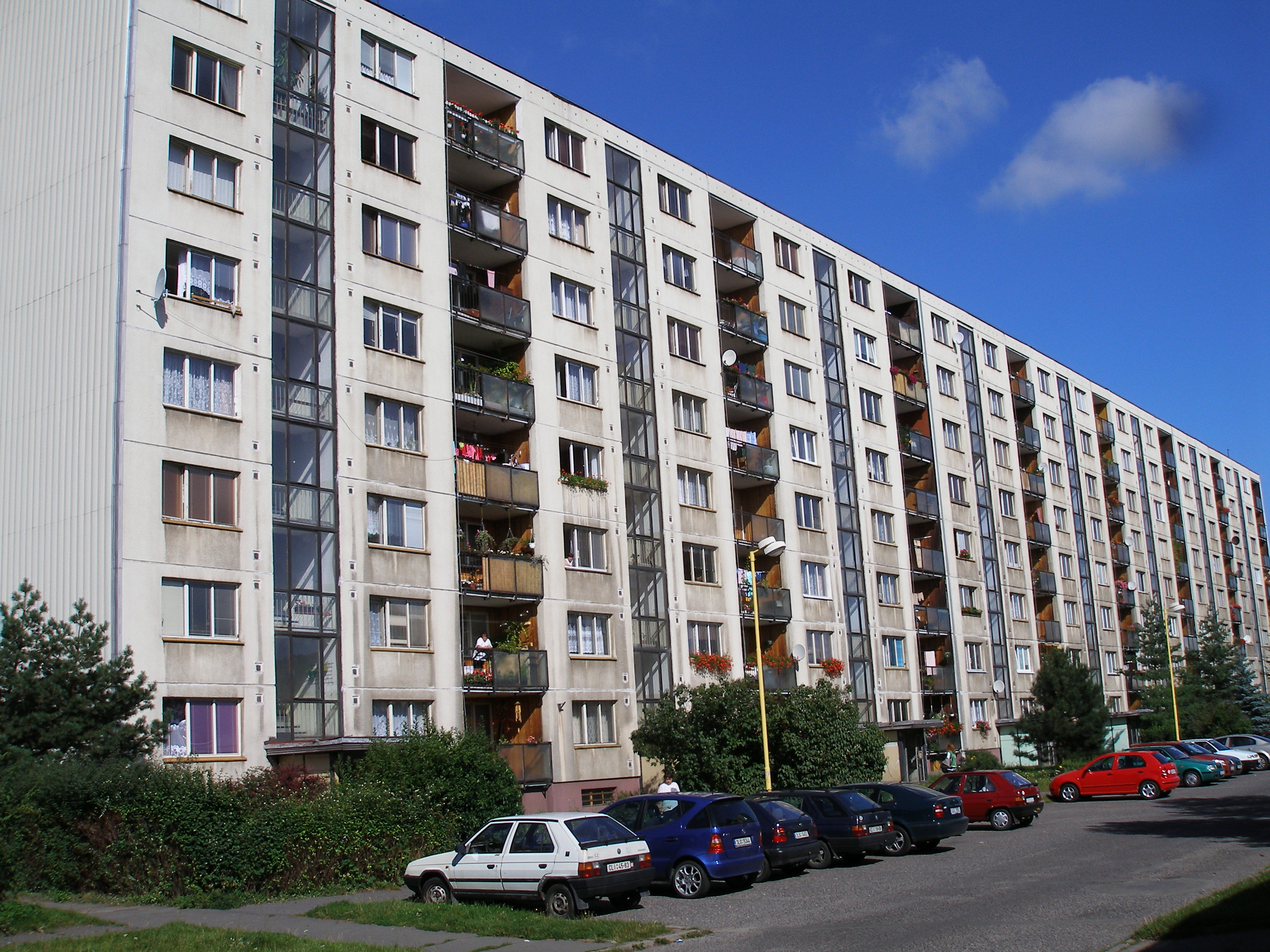
Plattenbausiedlung Pod Ralskem

Mimoň I (deutsch Niemes – I. Stadtteil) ist ein Ortsteil der Stadt Mimoň in Tschechien. Er liegt einen Kilometer südöstlich des Stadtzentrums von Mimoň und gehört zum Okres Česká Lípa.

## Geographie
Mimoň I befindet sich linksseitig der Ploučnice in der Ralská pahorkatina (Rollberg-Hügelland). Er erstreckt sich östlich des Schlossparks und des Schlossteichs. Nordöstlich erheben sich der Ralsko (Rollberg, 696 m) und der Písčitý kopec (386 m). Durch den Ortsteil verläuft die Straße II/268 zwischen Mimoň und Kuřívody.
Nachbarorte sind Mimoň III und Srní Potok im Norden, Vranov im Nordosten, Pavlín und Nový Dvůr im Osten, Hvězdov und Ploužnice im Südosten, Mimoň VI im Süden, Mimoň II im Südwesten sowie Mimoň III im Westen und Nordwesten.

## Geschichte
Im Jahre 1883 nahm die Lokalbahn Böhmisch Leipa–Niemes den Verkehr auf. Der Niemeser Bahnhof wurde östlich der Hühnerwasserer Vorstadt errichtet. Nach dem Bau des Neuen Bahnhofs an der Nordböhmischen Transversalbahn wurde der Niemeser Endbahnhof ab 1900 als Alter Bahnhof bezeichnet. Zum Ende des 19. Jahrhunderts erfolgte die Gliederung der Stadt Niemes in Stadtteile, einer davon war der I. Stadtteil.
In den 1970er Jahren entstand die Plattenbausiedlung Pod Ralskem. Nach dem Abzug der Sowjets und der Auflösung des Truppenübungsplatzes wurde der Stadt Mimoň mit Beginn des Jahres 1992 eine Fläche von knapp 133 Hektar zugeordnet, zu der auch einige bebaute Grundstücke der Fluren Strážov und Ploužnice sowie unbebautes Land in der nordwestlichen Flur von Hvězdov gehörten. Sämtliche Grundstücke wurden in den Katastralbezirk Mimoň umgeschrieben und dem Ortsteil Mimoň I zugeordnet, wobei die Häuser in Ploužnice ihre Adressen behielten. Am 21. Mai 1998 beschloss der Stadtrat von Mimoň die Ausweisung dieses Gebietes zum Ortsteil Mimoň VI.
1991 hatte Mimoň I 3952 Einwohner. Im Jahre 2001 bestand Mimoň I aus 527 Wohnhäusern, in denen 3831 Menschen lebten. Insgesamt besteht der Ortsteil aus 597 Häusern.
In Mimoň I befindet sich das Krankenhaus Mimoň.

## Ortsgliederung
Der Ortsteil Mimoň I ist Teil des Katastralbezirks Mimoň. Er umfasst die Grundsiedlungseinheiten Husova-Pražská, Svébořická strana, U lipové aleje, U nemocnice und U pily sowie den nördlichen Teil von Kuřivodská strana und den östlichen Teil von Pod Ralskem.
Im Stadtteil liegen die Straßen Eliášova, Husova, Hvězdovská, Kamenná, Kosovo Pole, Křížová, Lipová, Luční, náměstí J. Fučíka, Nová, Novopolní, Okružní, Pod Křížovým vrchem, Polní, Pražská, Ralská, Sídliště pod Ralskem, Skřivánčí, Sluneční, Smetanova, Staré nádraží, Svébořická, Široká, Tyršovo náměstí, U Nemocnice, Ve Stráni und Vranovská.

## Sehenswürdigkeiten
- Vranovská alej (Kaiser-Franz-Joseph-Jubiläums-Allee) zwischen Vranov und Mimoň, die zweireihige Lindenallee wurde 1898 anlässlich des 50. Jubiläums der Regentschaft Franz Joseph I. angelegt
- Křížový vrch (Kreuzberg)
- Ruine der Wollmann-Villa an der Straße nach Pavlín, die abseits gelegene Villa wurde zu Beginn des Ersten Weltkrieges für Franz Wollmann errichtet und erlangte bald den Ruf eines unheimlichen Ortes.